# Menemachus
Menemachus är ett släkte av skalbaggar. Menemachus ingår i familjen vivlar.

## Dottertaxa tillMenemachus, i alfabetisk ordning[1]
- Menemachus adspersus
- Menemachus basalis
- Menemachus bifasciatus
- Menemachus brevipennis
- Menemachus brunneus
- Menemachus caroli
- Menemachus curvirostris
- Menemachus decoratus
- Menemachus deplanatus
- Menemachus discoideus
- Menemachus discrepans
- Menemachus distans
- Menemachus griseofasciatus
- Menemachus ineptus
- Menemachus kraatzi
- Menemachus laterimaculatus
- Menemachus moestificus
- Menemachus naevulus
- Menemachus naevus
- Menemachus nigricornis
- Menemachus nubilosus
- Menemachus pardalis
- Menemachus paucus
- Menemachus pinguis
- Menemachus pubescens
- Menemachus raripilis
- Menemachus rhinonchoides
- Menemachus rhinoncoides
- Menemachus schoutedeni
- Menemachus signatellus
- Menemachus squameus
- Menemachus stigma
- Menemachus tristigma
- Menemachus tristis
- Menemachus undabundus
- Menemachus versicolor
- Menemachus viduatus
- Menemachus vulgaris